# Szaproxilofágia

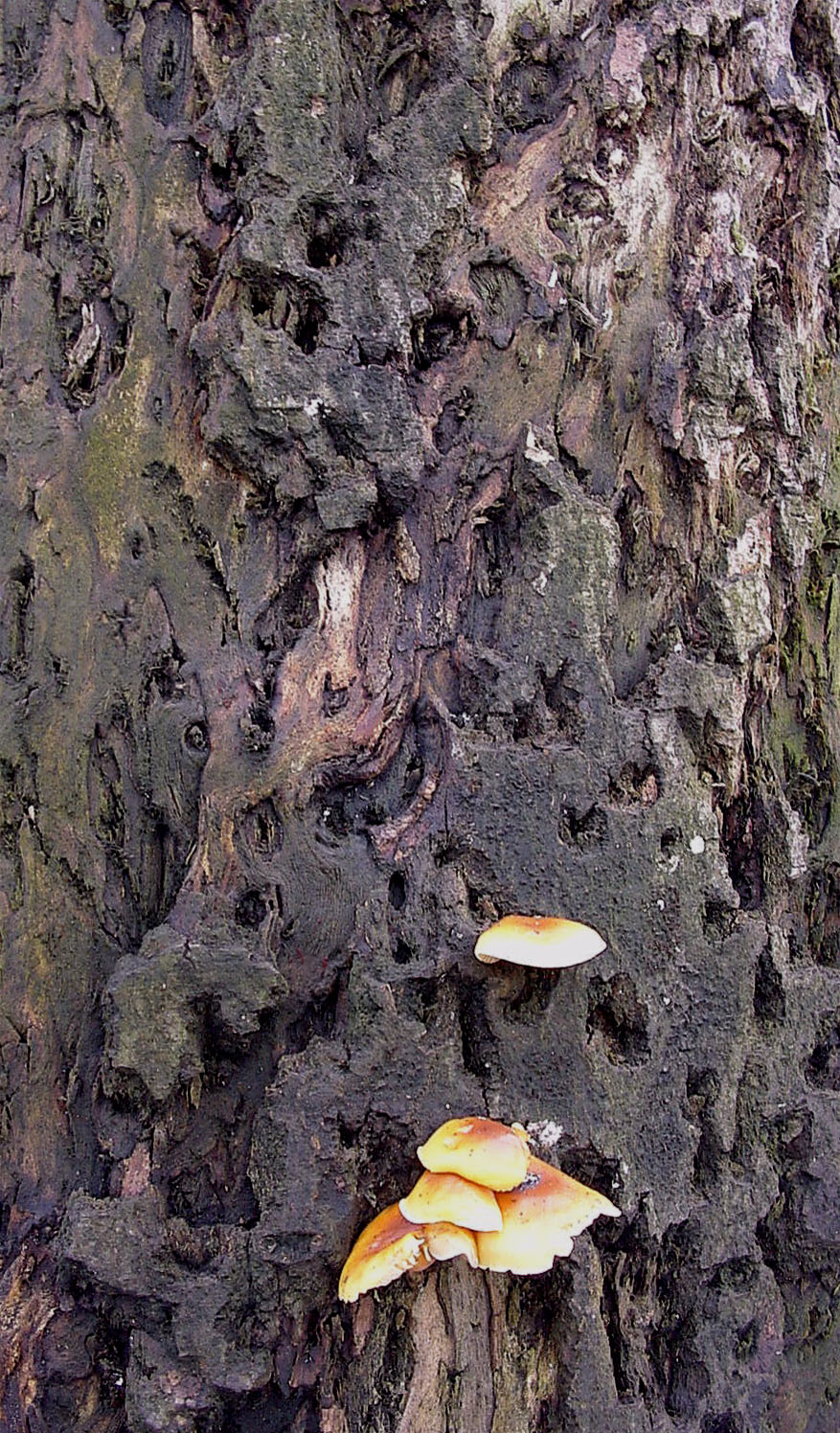
Szaproxilofág rovarlárvákra vadászó harkályok által pontozott fa egy észak-franciaországi közparkban, Lomme-ban

A szaproxilofágia (a szaprofágia – bomló anyagokkal táplálkozás – és a xilofágia – faevés – szavak összevonásából) az elhalt faanyag fogyasztását jelenti. A szaproxilofág vagy szaproxil fajoknak az elhalt fás szárú növények (növényrészek) lebontásában, az erdő ökoszisztémája számára való újrahasznosításában fontos, mással nem helyettesíthető szerepük van.

## Definíció
Martin Speight korábbi definíciója szerint azokat a gerinctelen állatfajokat (elsősorban: rovarokat) tekintik szaproxilofágnak, melyek életük bizonyos szakaszában végelgyengült vagy halott (álló vagy kidőlt) fák elhalt faanyagára, vagy faanyagon élő gombákra, vagy más szaproxilofág fajok jelenlétére vannak utalva (ez utóbbi kitétel a szaproxilofágokkal együtt élő ragadozókat fedi le).
A 2003-as mantovai „Elhalt fa: a biodiverzitás kulcsa” szimpóziumon ajánlott definíció már a gerincesekkel és a gombákkal is bővíti a kört: eszerint szaproxilofág az olyan faj, amely életének bizonyos szakaszában idős vagy kidőlt fák elhalt anyagára vagy más szaproxilofág fajokra van utalva.
A szaproxilofág fajok nem kizárólagosan a végnapjaikat élő fákon élnek; már a fiatal fák elhalt vékony ágait is hasznosítják gombák és gerinctelen élőlények. A fatörzs közepén lévő geszt elhalása ugyanis már az egészséges fákon megkezdődik; a lombkorona által beárnyékolt alsó, vastag ágak is elhalnak, hosszú ideig a törzsön maradva. Ahogy a fa egyre idősebb lesz, folyamatosan felhalmozza az elhalt ágakat, kérget és gesztet, melyek azonban jól elkülönülnek az élő részektől, nincsenek hatással a fa egészségi állapotára; az elhalt szöveteken élő gombák termőtestjei nem jelentik azt, hogy a fa „fertőzött” vagy „beteg” lenne. A folyadékot már nem szállító geszt korhadása, eltűnése pedig nem érinti nedvet keringtető külső gyűrű, a szíjács működését. Ahogy a fa tovább növekszik, külső évgyűrűi vékonyodnak, már nem tudják ellátni a hatalmas lombkoronát; ezért megszokott, hogy az idősebb fák felső ágai is elhalnak, hogy ezzel csökkenjen a folyadékkal ellátandó korona mérete.
Így biológiailag érett, élő fák is számos szaproxilofág fajt tarthatnak el.
Ezért Keith Alexander 2008-as definíciója szerint a szaproxilofág szervezetek a faanyag lebontásában részt vevő gombák, illetve olyan egyéb fajok, amelyek e lebontási folyamat termékeire vannak utalva, és amelyek élő és elpusztult fákon egyaránt élnek. Hagyományosan ide sorolnak további két élőlénycsoportot is:
1. a kifolyó fanedven és annak lebontási termékein élő fajokat,
2. a fát közvetlenül (tehát nem a gombák által lebontott anyagot) fogyasztó fajokat.

## Élőhelyek

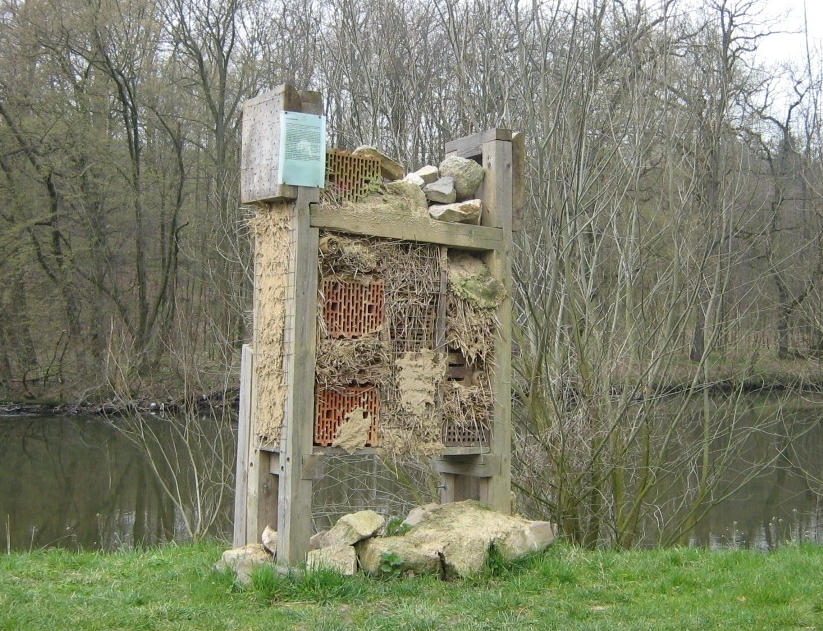
Rovarok és más apró élőlények számára élőhelyet biztosító mesterséges fészek a Nysa Łużycka (Neisse) folyó mellett, a St. Marienthal kolostornál.

Az erdészeti szempontból egészségesnek, érettnek számító, kivágásérett fákban a több szaproxilofág faj fennmaradását elősegítő gesztelhalási folyamat még el sem kezdődött, így a hagyományos fakitermelés általában nem kedvez a szaproxilofág fajok túlélésének.
A szaproxilofág fajok utolsó mentsvárai közé az emberi beavatkozással létrehozott fás legelők, fás kaszálók és legelőerdők, valamint a hagyományos, extenzív művelésű gyümölcsösök tartoznak.
A magyarországi fás legelők, legelőerdők főleg a medenceperemi vagy alföldi nagy folyók korábbi árterein, hullámtereiben találhatók, főleg a Dunántúlon, de a Tiszántúlon és kisebb mértékben a hegyvidékeken is. A szaproxilofág bogarak legnagyobb diverzitásukat azokon a területeken érik el, ahol az idős kocsányos tölgyek az uralkodók. A Győr-Moson-Sopron vármegyei Dénesfa, a Baranya vármegyei Patapoklosi és a Somogy vármegyei Csokonyavisonta védett fáslegelőin még ma is folyik legeltetés (főleg szarvasmarhával). A legtöbb fás legelőn azonban már felhagytak a legeltetéssel, és a zonális erdő felé történő szukcesszió különböző stációiban vannak.
A gyümölcsösök közül a már alig megtalálható ártéri gyümölcsösök és a löszön, sztyeppi környezetben élő extenzív gyümölcsösök a két fő élőhely. Utóbbival a középhegységek hegylábi területein, illetve dombvidékeken még lehet találkozni, de például a Bükki Nemzeti Parkban is fenntartanak ilyet.
A Natura 2000 jelölő állatfajainak 15 százaléka, a magyarországi védett fajoknak pedig 10 százaléka kötődik a holtfához, az ideális az lenne, ha a természetes módon képződő 6-8%-nyi holtfa az erdőkben maradhatna; a WWF célja 2010-re hektáronként 20–30 m³ elérése volt. A cél elérését megnehezíti, hogy a parkerdők látogatói számára balesetforrást jelentenek a holtfák, és a látogatók jelentős része „rendben tartott” erdőket szeretne látni.

## Néhány szaproxilofág faj

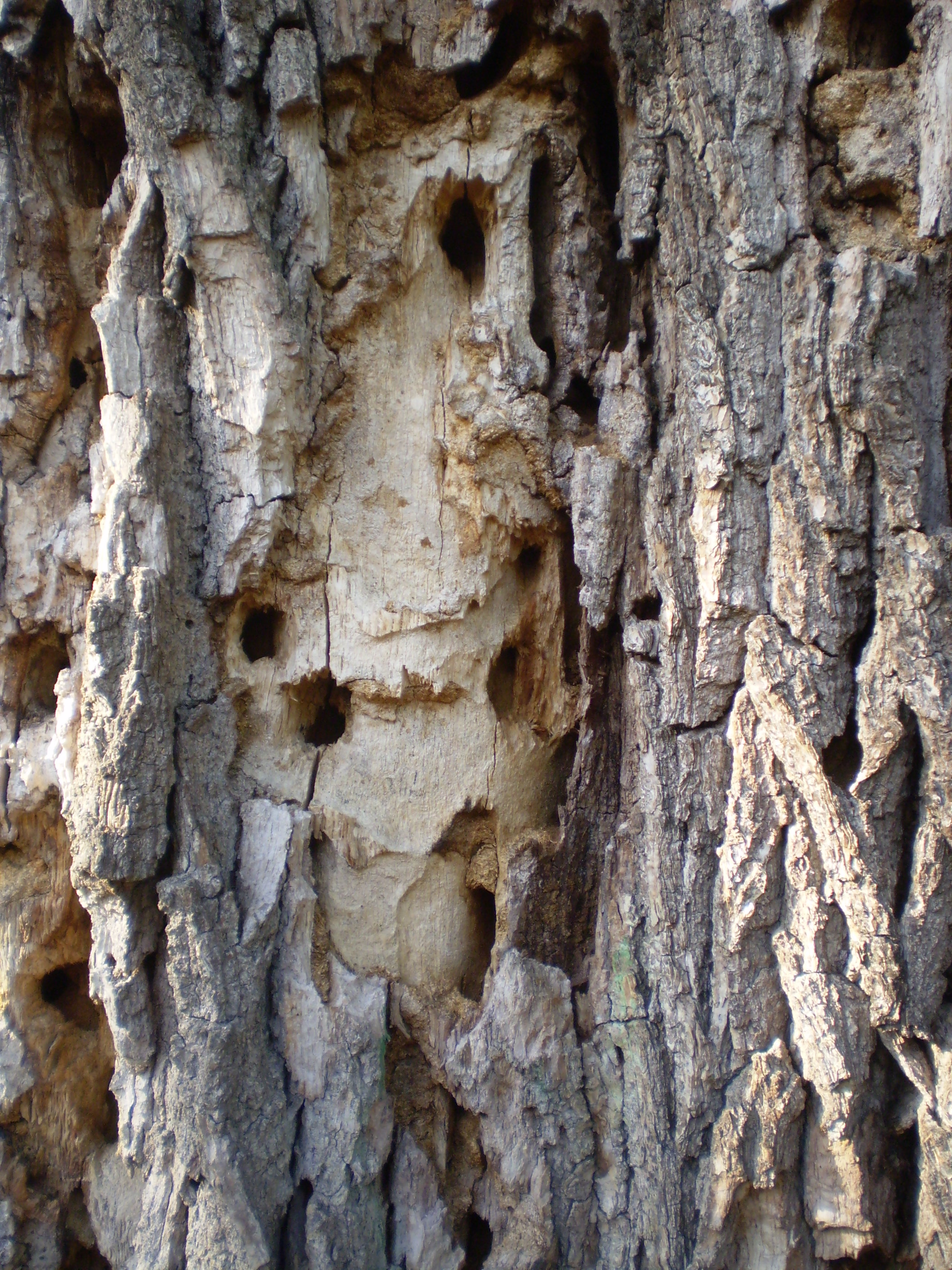
Nagy hőscincér lárvajáratai és kirepülőnyílásai

Nagy hőscincér (Cerambyx cerdo), ennek járataiban fejlődnek:
- kék pattanóbogár (Limoniscus violaceus)
- ragyogó virágdíszbogár (Anthaxia nitidula)
- fogastorkú lisztbogár (Tenebrio opacus)
- sokpettyes szűcsbogár (Attagenus punctatus)
- Ptinus palliatus.

Nyári laskagomba (Pleurotus pulmonarius), termőtestjeiben megtalálhatók:
- tarbogarak (Erotylidae) és gombabogarak (Mycetophagidae),
- gyászbogarak (Tenebrionidae), mint láncos taplóbogár (Bolitophagus interruptus), fekete taplóbogár (Platydema dejeanii).

Ragadozó pattanóbogarak: kardinálispattanó (Ampedus cardinalis), tölgyfapattanó (Lacon querceus).
Lemezescsápú bogarak fejlődő pajorjai, pl. pompás virágbogár (Protaetia aeruginosa), márványos virágbogár (Protaetia lugubris), az igen ritka remetebogár (Osmoderma eremita).
Az extenzív gyümölcsösökben főleg díszbogarak (Buprestidae) és cincérfélék (Cerambycidae) találhatók.
- cseresznyefa-virágdíszbogár (Anthaxia candens) (cseresznyefa, illetve sajmeggy)
- létracincér (Saperda scalaris) (főleg cseresznyében, de pl. égerben is)
- közönséges négyszeműcincér (Tetrops praeusta) (nemes körte, vadkörte)
- redős virágdíszbogár (Anthaxia plicata) (nemes körte)
- bronzos díszbogár (Perotis lugubris) (kökény, galagonya, kajszibarack, szilva)
- kökény-tükrösdíszbogár (Capnodis tenebrionis) (csonthéjasok).